# Пренґово (Вармінсько-Мазурське воєводство)
Пренґово (пол. Pręgowo) — село в Польщі, у гміні Кентшин Кентшинського повіту Вармінсько-Мазурського воєводства.
Населення — 143 особи (2011).
У 1975-1998 роках село належало до Ольштинського воєводства.

## Демографія
Демографічна структура станом на 31 березня 2011 року:
|          | Загалом | Допрацездатний вік | Працездатний вік | Постпрацездатний вік |
| -------- | ------- | ------------------ | ---------------- | -------------------- |
| Чоловіки | 75      | 25                 | 47               | 3                    |
| Жінки    | 68      | 14                 | 41               | 13                   |
| Разом    | 143     | 39                 | 88               | 16                   |